# Felipe Pinheiro
Luís Felipe da Silva Pinheiro (Rio de Janeiro, 29 de janeiro de 1960 — Rio de Janeiro, 1 de novembro de 1993) foi um jovem ator e redator brasileiro.

## Morte
Ele faleceu, repentinamente, vítima de insuficiência cardíaca e parada cardiorrespiratória, sem concluir sua participação na novela Olho no Olho nem no filme O Judeu, lançado postumamente devido a uma série de problemas. Seu personagem, o ator Bob Walter, que mal apareceu na novela, teve sua saída da trama explicada por uma viagem a Los Angeles.
O corpo de Felipe foi encontrado no dia 1° de novembro à tarde em seu apartamento no Jardim Botânico, caído sobre a cama, por policiais militares chamados por seus familiares. A suspeita de que algo havia acontecido surgiu quando sua faxineira encontrou a porta do quarto do ator trancada. Apesar de tê-lo chamado insistentemente, não obteve resposta e telefonou para a mãe do ator, que chegou ao apartamento do filho, que ficava no térreo, por volta das 14 horas, acompanhada pelo motorista da família. O motorista conseguiu olhar pela janela do quarto do ator e o viu caído sobre a cama,  vestindo bermuda e camiseta, e com um maço de cigarros na mão. O jornalista Flávio Pinheiro, irmão do ator, chamou o médico da família, que constatou a morte e preparou o atestado de óbito. De acordo com o médico, Felipe sofria de hipertensão. Ele foi velado durante a madrugada do dia 2 e sepultado às 10 horas no Cemitério de São João Batista, no Rio de Janeiro. Seu túmulo foi redescoberto pelos pesquisadores Daniel Carvalho e Welson Rocha, sendo filmado em forma de homenagem no canal "Meu Brasil de Histórias", do YouTube.